# Cueva de Stopića
Cueva de Stopića (en serbio: Стопића пећина) es una cueva en la parte occidental de Serbia.
La cueva Stopica se encuentra a lo largo del piedemonte norte del monte Zlatibor en el pueblo de Rožanstvo. La carretera Užice - Sirogojno pasa por encima de la cueva.
La longitud total de la cueva es de 1662 metros y la ruta turística es 1615 m de longitud. La cueva consta de dos cavernas, un canal y río subterráneo y por supuesto una cueva de primavera, conectadas por el flujo subterráneo de la corriente del Trnavski. La entrada de la cueva se encuentra en un acantilado de piedra caliza a una altura de 711 m.

## Galería

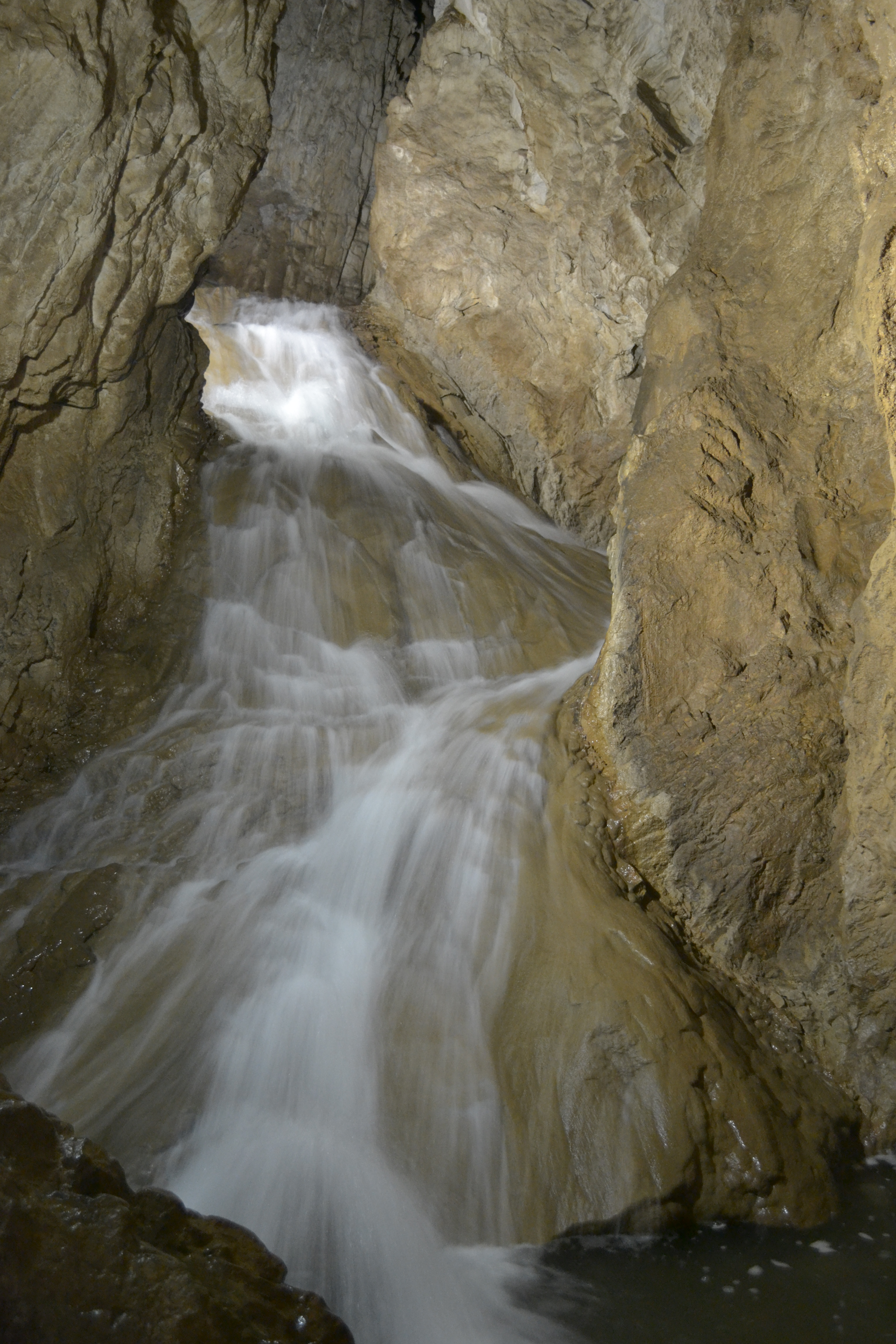
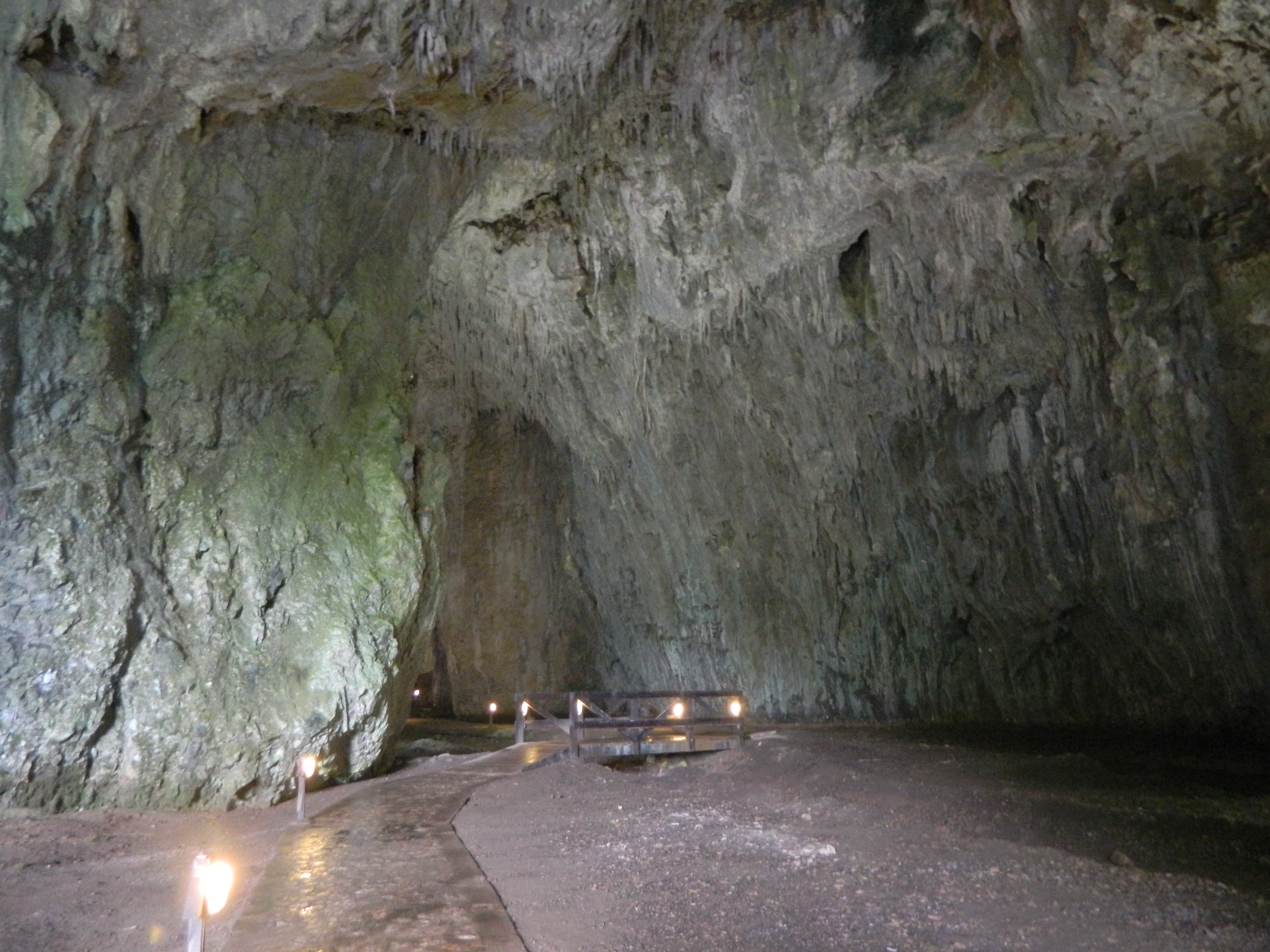
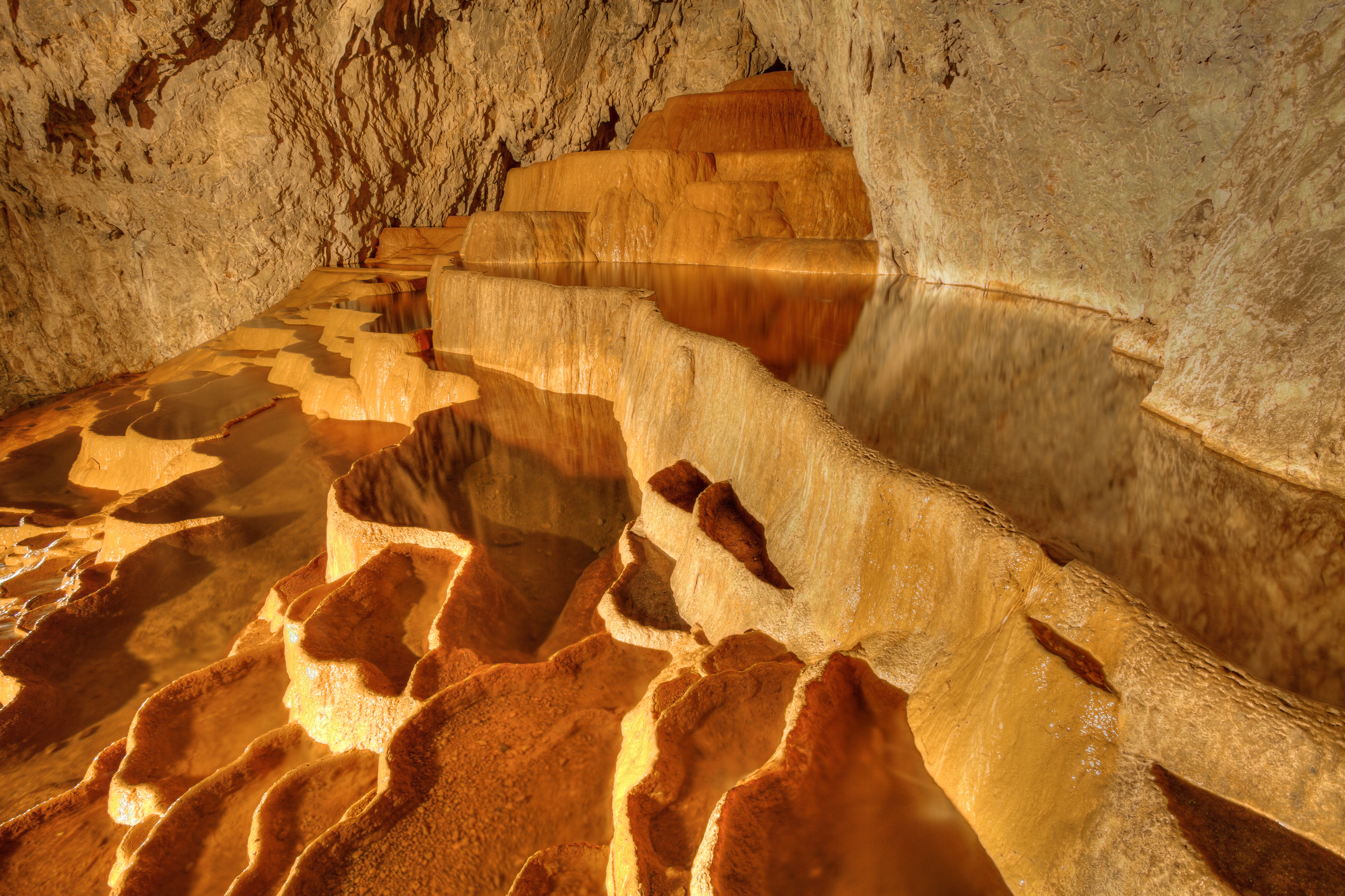
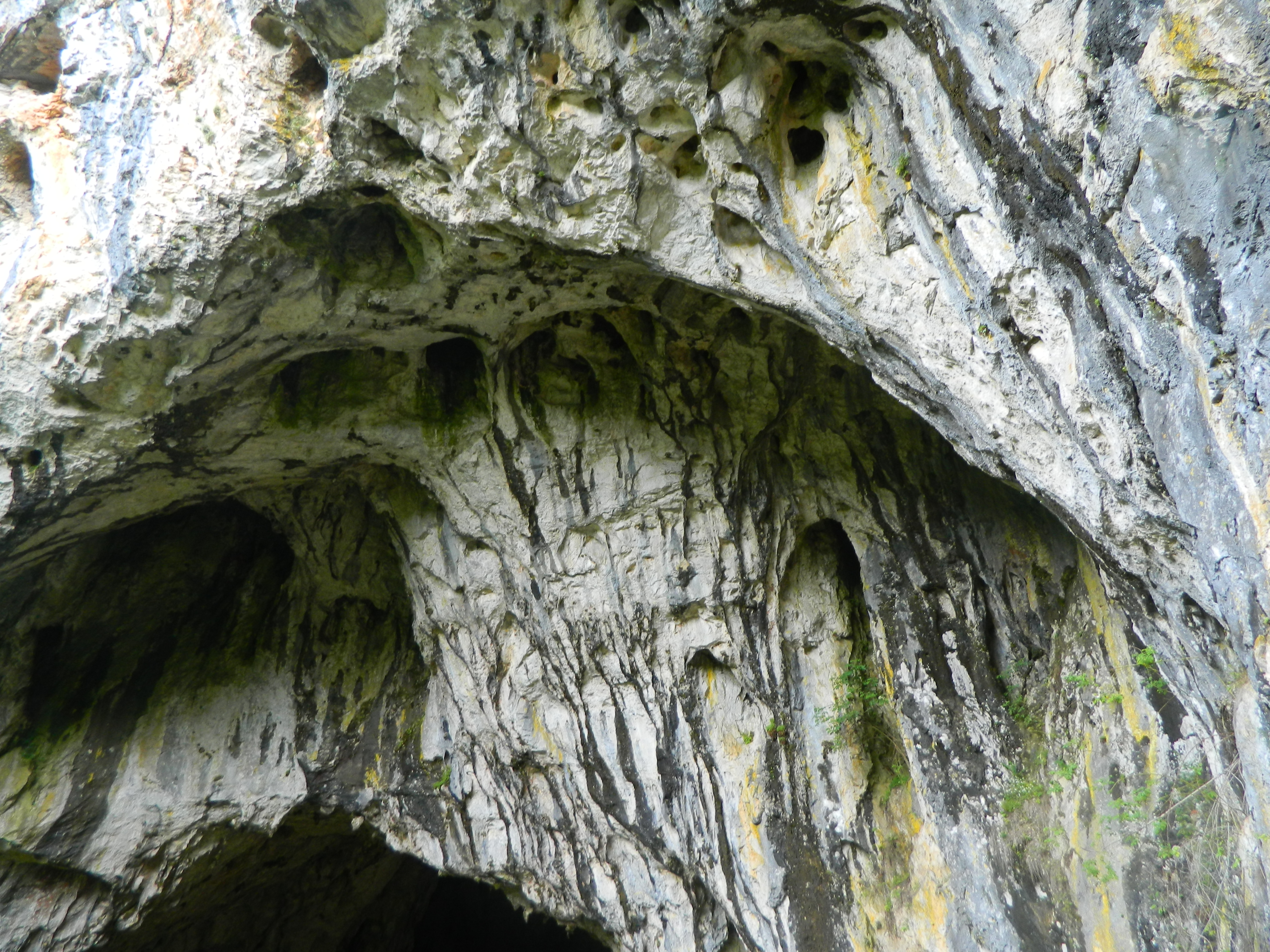
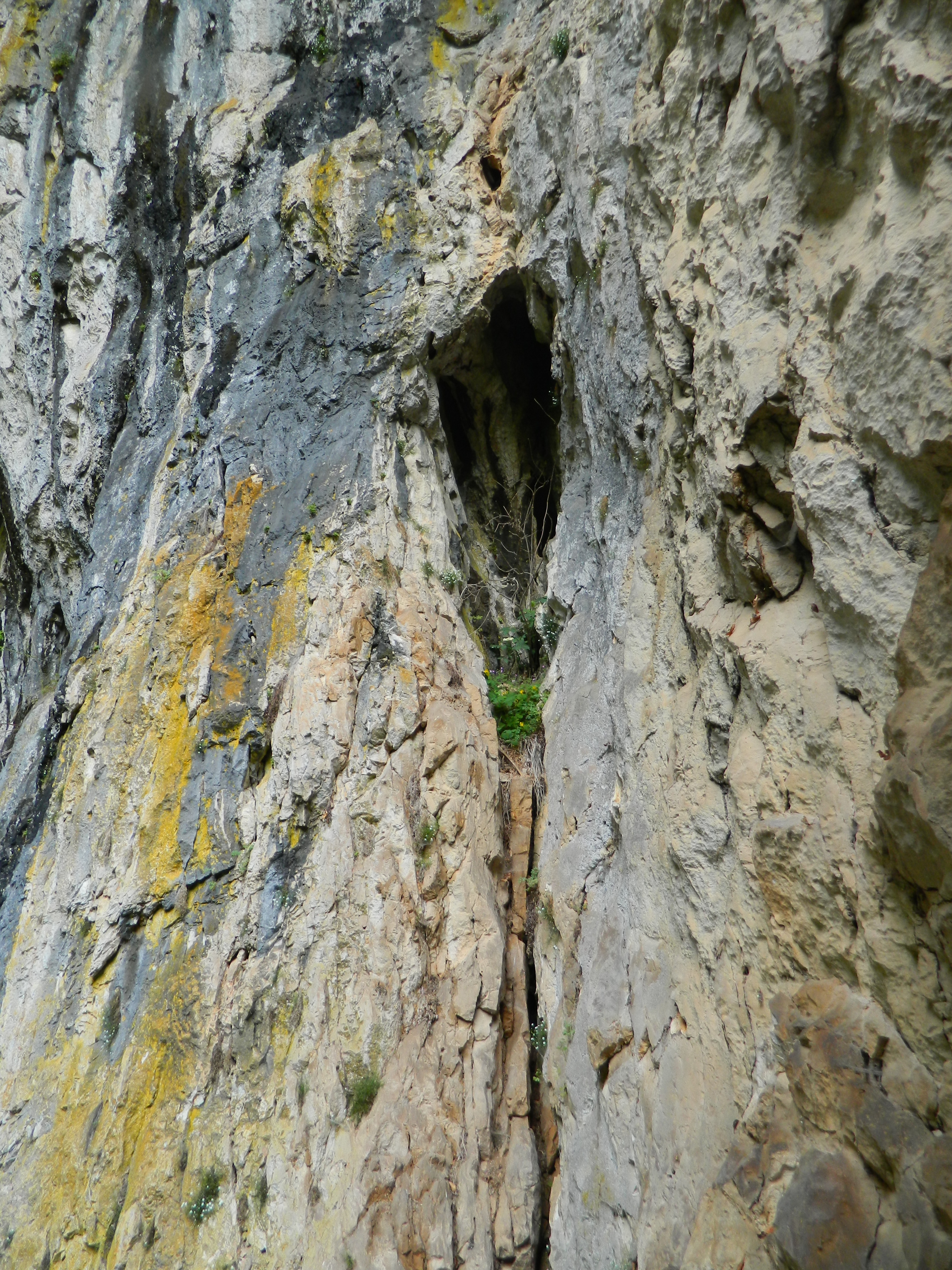
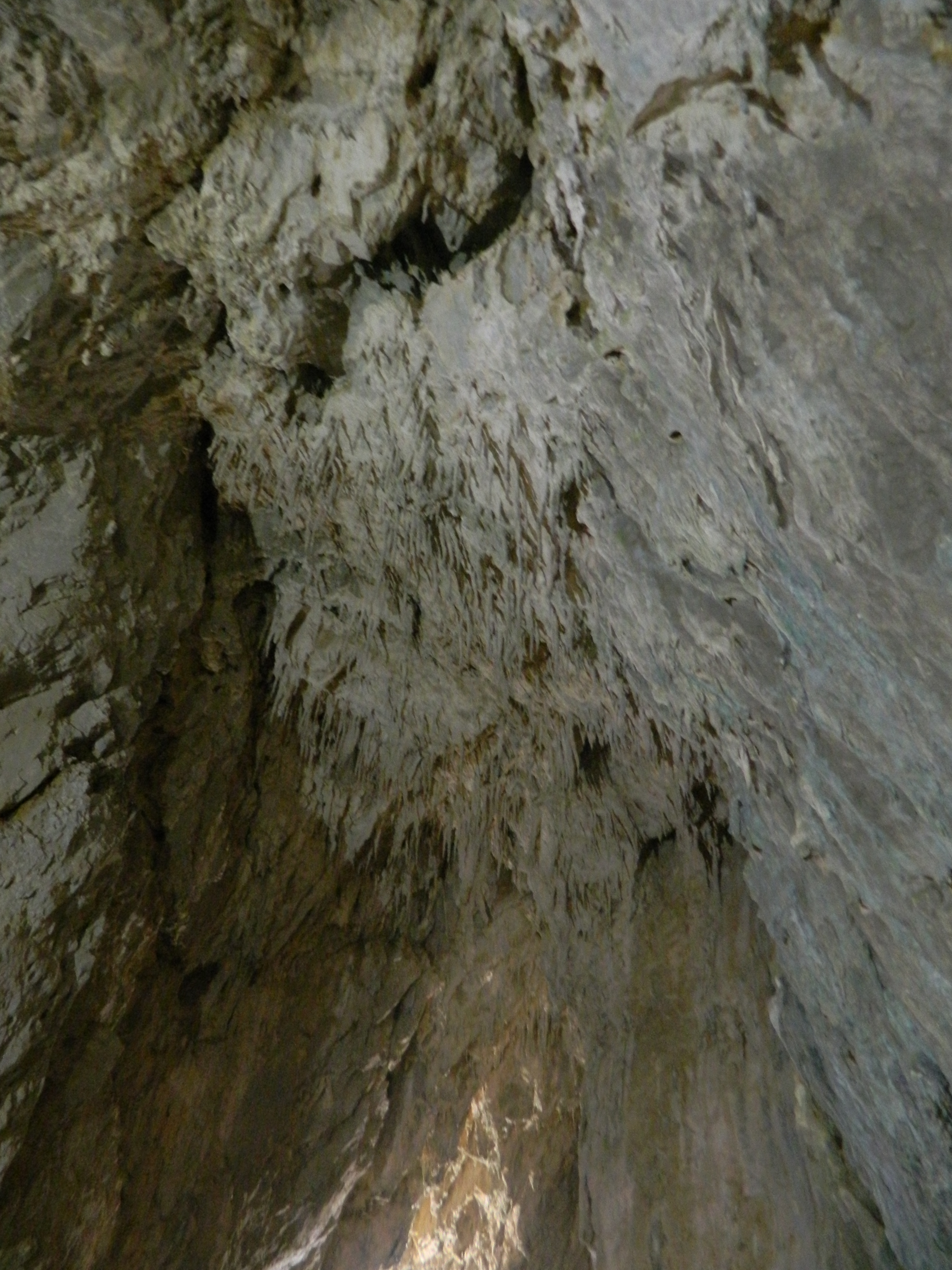
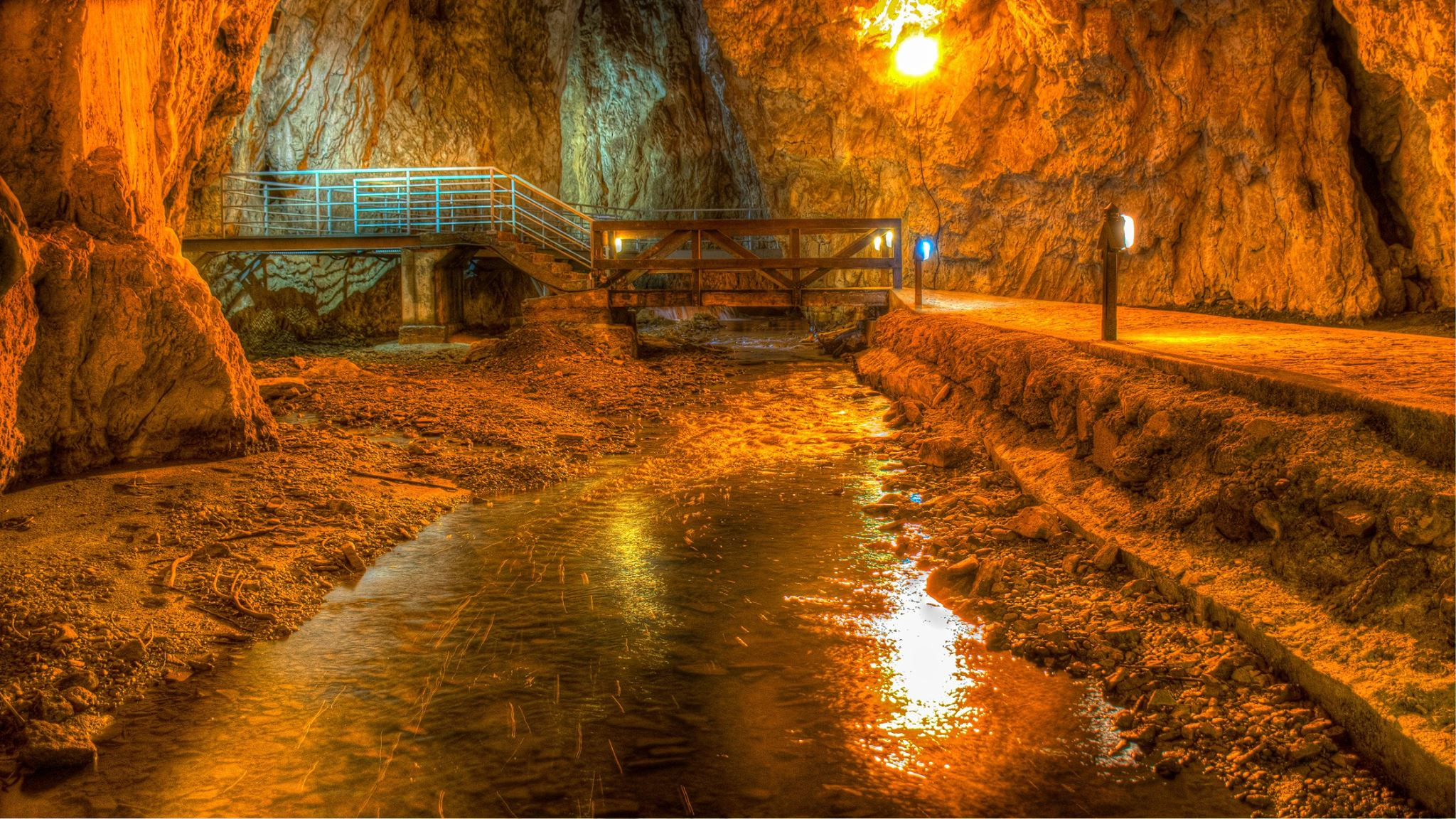